# Базовый (хутор)
Ба́зовый — хутор в Грачёвском районе (муниципальном округе) Ставропольского края России.

## География
Расстояние до краевого центра: 39 км.
Расстояние до районного центра: 18 км.

## История
16-18 октября 1837 Николай I инспектировал территорию нынешнего Ставрополья. Путь его лежал через города Пятигорск и Георгиевск, станицу Александрийскую, села Сухая Падина, Александровское, Калиновское, Сергиевское, хутор Базовый, село Старомарьевское, город Ставрополь, села Верхнерусское, Московское, Донское, Безопасное, Преградное и Медвеженское.
До 16 марта 2020 года хутор входил в упразднённый Спицевский сельсовет.

## Население
| 1925 | 1926 | 1989 | 2002 | 2010 | 2014 |
| ---- | ---- | ---- | ---- | ---- | ---- |
| 708  | ↘666 | ↘592 | ↗652 | ↘634 | ↘500 |

По данным переписи 2002 года в национальной структуре населения преобладают русские (85 %).

## Инфраструктура
В Базовом есть детский сад № 1 и специальная (коррекционная) общеобразовательная школа-интернат № 4.
Медицинскую помощь оказывает фельдшерско-акушерский пункт.
Уличная сеть включает 6 улиц (Красная, Луговая, Новая, Подгорная, Пролетарская) и переулок Садовый.
На выезде из хутора расположено общественное кладбище площадью 9 тыс. м².

## Памятники
- Обелиск односельчанам, погибшим в годы гражданской и Великой Отечественной войн. 1975 год[15]